# Ерве (сирене)
Ерве (на нидерландски: Hervekaas; на английски: Herve cheese; на френски: Fromage de Herve) е белгийско меко сирене от краве мляко. То е едно от най-популярните сирена в Белгия.
Сиренето е известно още от ХV век, откогато се произвежда във фермите в района на гр.Ерв, провинция Лиеж, откъдето е получило и името си.
Ерве се прави от непастьоризирано краве мляко, със съдържание на мазнини в сухото вещество около 45 %. Има бледожълт цвят и лъскаво червеникаво-кафяво покритие, създадено от бактерии, които се развиват по време на 3-месечното зреене. Обикновено се оформя и предлага на пазара на правоъгълни блокчета с тегло от 50, 100, 200 или 400 грама.
Вкусът и ароматът на сиренето се задълбочават по време на периода на зреене. Вкусът на по младото сирене е сладък, а на добре узрялото – пикантен. Традиционно отлежава във влажни пещери или помещения. По своята структура и вкус наподобява сиренето Лимбургер.
Ерве се консумира върху хляб или за готвене, съчетава се подходящо с бира, сайдер и ръжен и черен хляб.